# Hypalastoroides clypeatus
Hypalastoroides clypeatus är en stekelart som först beskrevs av Brethes 1906.  Hypalastoroides clypeatus ingår i släktet Hypalastoroides och familjen Eumenidae. Inga underarter finns listade i Catalogue of Life.